# Charassobates incipatus
Charassobates incipatus är en kvalsterart som beskrevs av Balogh och Sandór Mahunka 1974. Charassobates incipatus ingår i släktet Charassobates och familjen Charassobatidae. Inga underarter finns listade i Catalogue of Life.